# Veritas
La Veritas è stata una Casa automobilistica tedesca attiva tra il 1947 ed il 1953.

## Storia

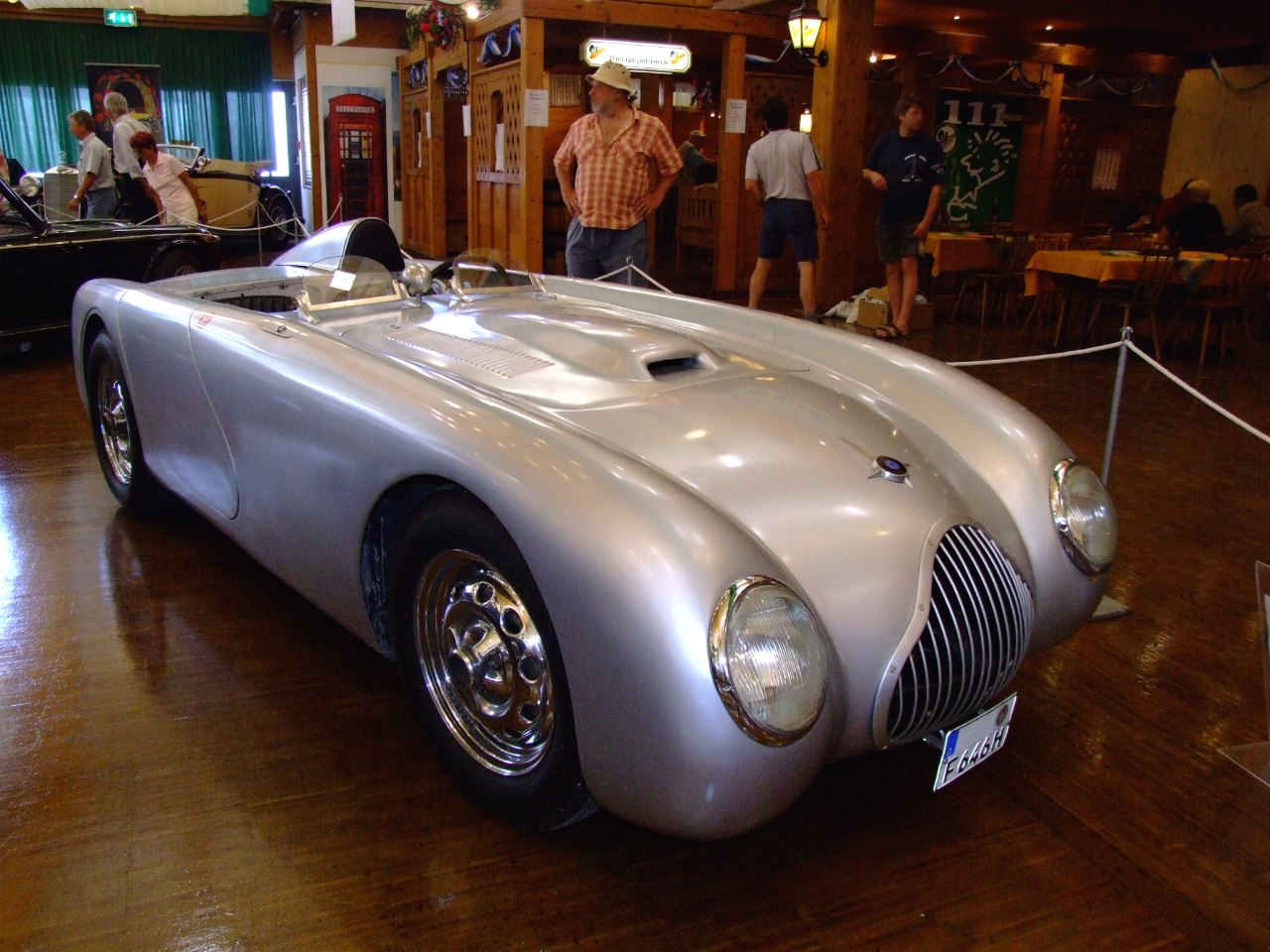
Una Veritas RS da 135 CV.

La storia della Veritas ha inizio nell'immediato secondo dopoguerra, quando tre personaggi dal solido passato nel mondo automobilistico, ingegneristico e sportivo decisero di dar vita ad una Casa automobilistica sportiva che potesse soprattutto concorrere nelle manifestazioni sportive di livello più alto.
I tre erano Ernst Loof (un valido ingegnere già alla BMW), Werner Miethe (un ex-campione di ciclismo) e Lorenz Dietrich (un intraprendente uomo d'affari), ed aprirono la loro prima sede ad Hausen am Andelsbach, una piccola località vicino a Sigmaringen, nel Baden-Württemberg. Ma le difficoltà create dal regime statunitense, instauratosi nella Germania Ovest subito dopo il conflitto, costrinse i fondatori a trasferire subito la sede a Meßkirch, poco lontano.
Inizialmente la produzione era di vetture sportive su base BMW 328. La prima vettura uscì dalle linee di montaggio nel 1947 e fu utilizzata dal pilota Karl Kling per una gara ad Hockenheim in cui si aggiudicò il primo posto, finendo poi addirittura per consacrarsi campione nella categoria 2 litri.
Il fatto di presentare tali vetture come BMW-Veritas suscitò le proteste della Casa di Monaco, in seguito alle quali le vetture di Hausen am Andelsbach vennero battezzate semplicemente Veritas.
Nel 1949 vennero ultimati i lavori per la Veritas RS, una sportiva da gara sempre basata sulla BMW 328, col motore portato a 125 CV (su alcuni esemplari la potenza massima arrivò anche a 135 CV). Il 1949 fu però anche l'anno in cui venne lanciata la Veritas Komet coupé, una versione stradale della RS. Ed inoltre, sempre nel 1949, la Veritas fu nuovamente trasferita, questa volta a Muggensturm, dove abbandonò il 2 litri BMW della 328 per utilizzare invece un motore sempre da 2 litri (per la precisione, 1998 cm³), ma realizzato dalla Heinkel.
Si ebbero 200 ordinazioni per le Veritas motorizzate, ma una pessima gestione finanziaria dell'azienda portò nel 1950 alla chiusura della produzione automobilistica di serie.

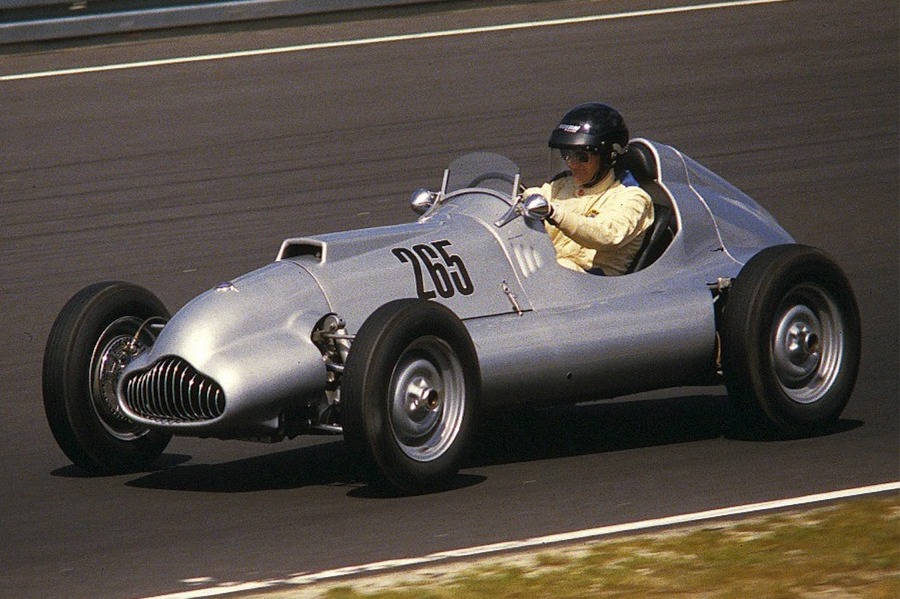
Una Veritas Meteor.

La Casa fu nuovamente costretta a cambiare sede: Ernst Loof, rimasto solo al vertice dell'azienda, spostò la Veritas nei pressi del Nürburgring, dove si occupò della realizzazione di vetture destinate ai campionati di Formula 1. La Veritas poté così schierare alcune vetture nei campionati di Formula 1 del 1951, 1952 e 1953. Nel frattempo, la Veritas si occupò anche della realizzazione di parti di carrozzeria per la francese Panhard.
I risultati in Formula 1 furono però scarsi, al punto da costringere la Casa sportiva alla chiusura definitiva nel 1953.

## La ripresentazione del marchio
Come in altri casi di nomi storici, all'inizio del XXI secolo si è avuta la ripresentazione del marchio storico ad opera di una nuova società che ne ha acquisito i diritti: è stata così presentata la Veritas RS III che non ha avuto seguito commerciale.